# 김병기 (1814년)
김병기(金炳基, 1814년 ~ 1891년)는 조선 후기의 문신으로 옥천군수, 강릉부사, 통정대부, 형조참의 등을 지냈다. 갑신정변의 지도자 중 한 사람인 김옥균(金玉均)의 양아버지이다. 양자 김옥균 사건에 연루되어 파면되고 끝내 사면받지 못하였다. 이조참판 김광현(金光炫)의 8대손으로 증조부는 이조참의 김이적(金履績), 할아버지는 이조참의 김후순(金厚淳), 아버지는 광주목사 김교근(金喬根)이다.
음서로 출사하여 주로 지방관을 역임하고 형조참의에 이르렀으나 1884년(고종 21년) 12월의 갑신정변으로 연좌되어 파면당했다. 이후 1886년 허직 등이 그의 사면을 청하는 상소를 올렸으나 고종에 의해 거부당하고 수감생활 중 옥사하였다. 본관은 안동이다.

## 생애
선원 김상용의 아들인 김광현의 8대손으로 김조순, 김문근, 김조근은 먼 일가였다. 아들이 없었던 그는 충청남도 공주에 살던 육촌 동생 김병태의 장남 김옥균(金玉均)을 양자로 입양하였다. 그의 할아버지 김후순의 형제인 김능순이 김옥균의 증조부가 된다. 1846년 사마시에 합격하고 문과에 여러번 응시하였으나 급제를 못하고 여러번 낙방하다가 결국 음서로 벼슬길을 시작했다. 1852년(철종 3) 광릉참봉을 지냈다. 1856년 옥과현감으로 부임하였으며, 금성현령·옥천군수·강원도 양양부사·강릉부사·가평현감 등 주로 외직을 담당하였다.
1883년 특별히 가자(加資)되어 통정대부가 되었으며 형조참의에 올랐다가, 1884년(고종 21년) 양자 김옥균이 서광범(徐光範), 박영효, 변수, 윤웅렬, 홍영식 등과 갑신정변을 일으켰다가 실패하고 도주하자, 이에 연좌되어 삭직되었다. 1886년 동료인 허직(許稷) 등 대각(臺閣)에서 고종에게 상소를 올려, 사면을 요청하였으나 고종은 사면을 거부하였다.
. 1846년 소과에 합격하였으나 문과급제를 못하고, 음직으로 1852년(철종 3) 광릉참봉을 지냈다. 1856년 옥과현감을 시작으로, 금성현령 ·옥천군수 ·양양부사 ·강릉부사 ·가평현감 등 주로 외직을 담당하였다. 1883년(고종 20) 총정대부에 가자(加資)되었다. 1884년 김옥균이 서광범(徐光範) 등과 갑신정변을 일으켰다가 실패하자, 이에 연좌되어 삭직되었다. 1886년 허직(許稷) 등 대각(臺閣)에서 상소를 올려, 사면을 요청하였으나 거부되었다. 그는 6~7년간 감옥에 있다가 옥사하였다.

## 가족 관계
- 할아버지 : 이조참의 김후순(金厚淳)
- 아버지 : 광주목사 김교근(金喬根)
- 부인 : 풍양조씨, 조영하의 당고모, 신정왕후의 사촌
- 양자 : 김옥균(金玉均)
- 손자 : 김영진(金英鎭)
- 손자 : 김학진(金學鎭)

## 같이 보기
- 이수정
- 갑신정변
- 김옥균
- 김병기
- 김성근
- 김온순
- 홍영식
- 서광범
- 박영효
- 신정왕후
- 조영하